# 小金城 (三河国)
小金城（こがねじょう）は、愛知県岡崎市牧平町字大崎にあった中世の日本の城（山城）。

## 概要
『額田町史』によると初代城主は菅沼正庵と記されている。